# Phyllorhiza
A Phyllorhiza a kehelyállatok (Scyphozoa) osztályának gyökérszájú medúzák (Rhizostomeae) rendjébe, ezen belül a Kolpophorae alrendjébe és a Mastigiidae családjába tartozó nem.

## Rendszerezés
A nembe az alábbi 3 faj tartozik (a Phyllorhiza punctatán kívül, az összes többi faj ittléte kérdéses):
- Phyllorhiza pacifica (Light, 1921)
- Phyllorhiza peronlesueuri Goy, 1990
- Phyllorhiza punctata Lendenfeld, 1884

Az alábbi taxon, csak nomen dubium, azaz „kétséges név” szinten szerepel:
- Phyllorhiza luzoni Mayer, 1915